# 城東警察署 (大阪府)
城東警察署（じょうとうけいさつしょ）は、大阪府警察が管轄する警察署の一つ。
なお、旧庁舎の老朽化のため、2012年（平成24年）から2014年（平成26年）にかけて、新庁舎を現地にて建替工事を行い、その間、仮庁舎を同区森之宮1丁目（現在の府警森之宮別館庁舎）に置いて業務していた。

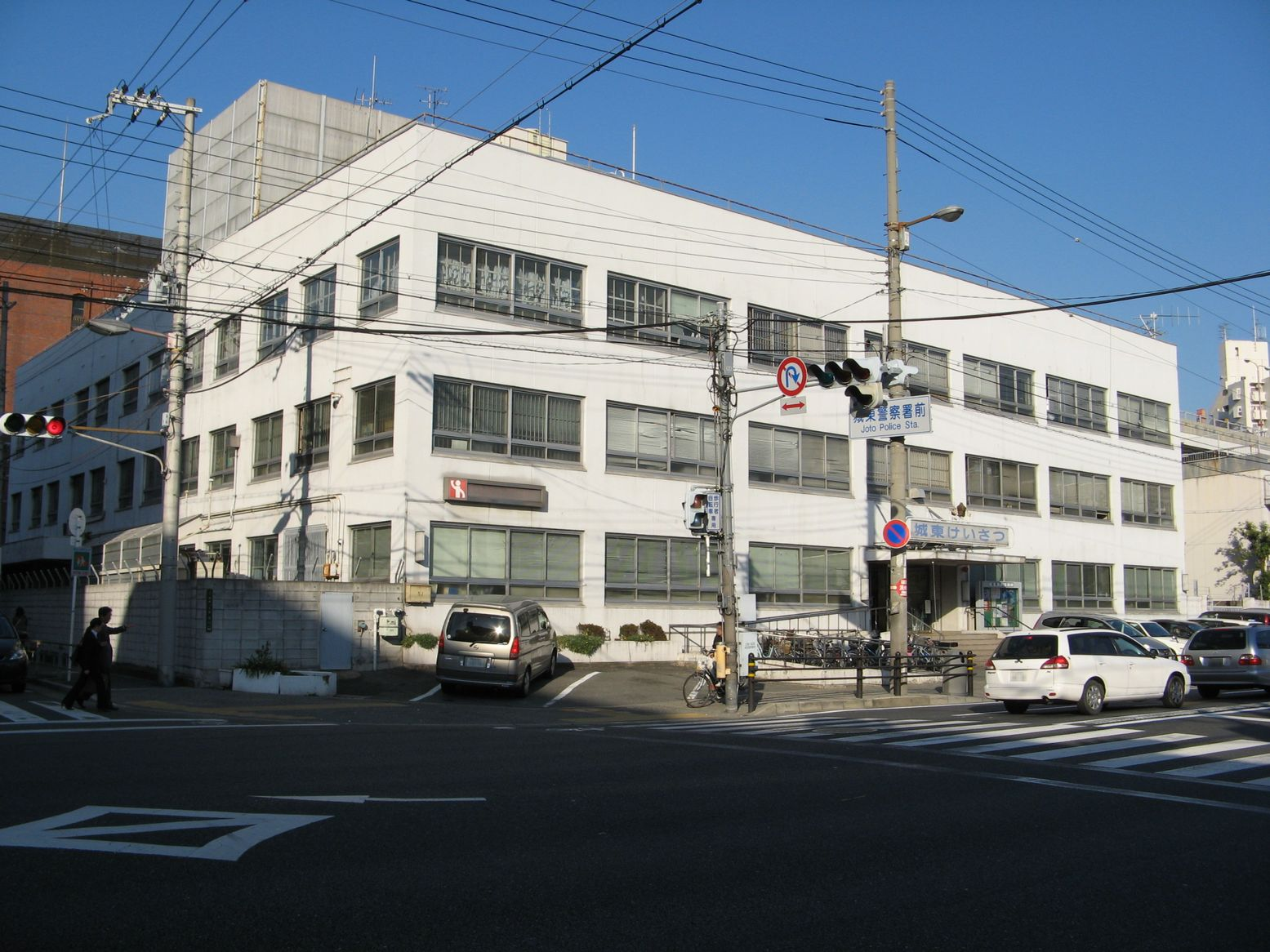
旧庁舎

## 所在地
- 大阪府大阪市城東区中央1丁目9番41号

最寄り駅
- 蒲生四丁目駅 （Osaka Metro長堀鶴見緑地線、今里筋線）

## 管轄区域
- 大阪市城東区

## 交番
- 今福交番 - 大阪市城東区今福南二丁目23番1号
- 鴫野西交番 - 大阪市城東区鴫野西二丁目11番1号
- 鴫野東交番 - 大阪市城東区鴫野東三丁目13番7号
- 諏訪交番 - 大阪市城東区永田三丁目3番33号
- 関目交番 - 大阪市城東区関目五丁目1番4号
- 関目南交番 - 大阪市城東区関目二丁目4番32号
- 中浜交番 - 大阪市城東区中浜二丁目12番41号
- 野江交番 - 大阪市城東区野江一丁目7番16号